# 納瓦爾 (佛羅里達州)
納瓦爾（英語：Navarre）是位於美國佛羅里達州聖羅薩縣的一個人口普查指定地區。

## 地理
納瓦爾的座標為30°24′03″N 86°31′46″W / 30.40083°N 86.52944°W，而該地最高點為海拔高度3米（即10英尺）。

## 人口
根據2010年美國人口普查的數據，納瓦爾的面積為219.7平方千米，當中陸地面積為83.4平方千米，而水域面積為133.9平方千米。當地共有人口42300人，而人口密度為每平方千米192人。